# Hiéroglyphe égyptien D34A
Le hiéroglyphe égyptien D34A (bras tenant un bouclier large et une massue) est classifié dans la section D « Parties du corps humain » de la liste de Gardiner ; il y est noté D34A.

## Représentation
Il représente deux bras maniant un bouclier large et une massue de combat. Il est translittéré ˁḥȝ.

## Utilisation
| D34 |

| D34 |

utilisé sous l'Ancien Empire, il a donc le même usage.
| D34A | A | A24 |

| D34A | A | A24 |

et dérivés.

## Exemples de mots
| D34A · t | w | A12 |

| D34A · t | w | A12 |

| D34A | T11 · Z1 |

| D34A | T11 · Z1 |

| D34A · t |

| D34A · t |